# Martingal

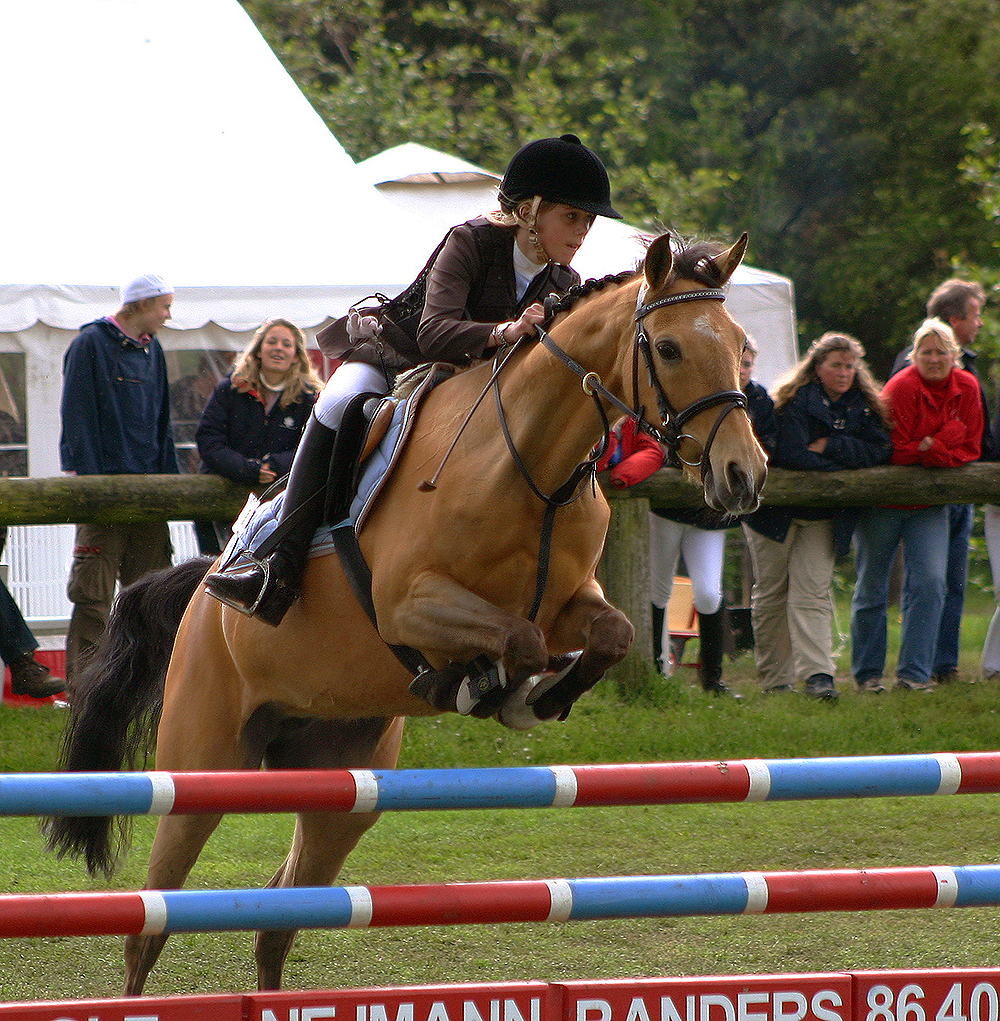
Martingal na koni (řemení na hrudi) při parkurovém sportu.

Martingal je pomocné řemení s kroužky jimiž se provlékají otěže. Používá se v jezdectví a je povolen v parkurových sportech. V případě správného použití martingal zabraňuje koním zvedat příliš vysoko hlavu a pohazovat s ní nahoru nebo dolů. Zmírňuje půsebení otěží. V drezuře je zakázán, v parkuru naopak povolen.

## Skladba
Martingal je tvořen následujícími částmi:
- nákrčník
- vidlice s koužky
- podhrudník

Z technického hlediska se dělí na volný a pevný. K výrobě se používá kůže nebo syntetické materiály.
Slouží při parkuru k tomu,aby kůň po doskoku nevyhodil hlavu příliš vysoko a nepraštil tam jezdce, v dnešní době se martingaly nepoužívají jen při skokových závodech, ale také při běžných výcvicích.